# Tmesisternus florensis
Tmesisternus florensis là một loài bọ cánh cứng trong họ Cerambycidae.